# Melipeuco
Melipeuco är en kommun i Chile.   Den ligger i provinsen Provincia de Cautín och regionen Región de la Araucanía, i den södra delen av landet, 600 km söder om huvudstaden Santiago de Chile.
I omgivningarna runt Melipeuco växer i huvudsak blandskog. Runt Melipeuco är det mycket glesbefolkat, med 6 invånare per kvadratkilometer.